# Solitari ocre
El solitari ocre (Cichlopsis leucogenys) és un ocell de la família dels túrdids (Turdidae) i única espècie del gènere Cichlopsis Cabanis, 1850

## Hàbitat i distribució
Habita els boscos de les muntanyes, al sud-oest de Guyana, sud-est de Veneçuela, nord-oest de l'Equador, Perú central i costa sud-est del Brasil.

## Taxonomia
Segons la classificació del Congrés Ornitològic Internacional, versió 11.1, 2021, aquesta espècie pertany a un gènere monotípic, però altres classificacions, com ara la del Handbook of the Birds of the World ha interpretat que cadascuna de les seues 4 subespècies són en realitat una espècie de ple dret:
- Cichlopsis leucogenys (sensu stricto) - solitari ocre de Bahia,[4] del Brasil oriental.
- Cichlopsis chubbi Chapman, 1924 - solitari ocre andí,[5] del sud-oest de Colòmbia i nord-oest de l'Equador.
- Cichlopsis gularis Salvin et Godman, 1882 - solitari ocre de la Guaiana,[6] del sud-est de Veneçuela, Guyana i Surinam.
- Cichlopsis peruviana Hellmayr, 1930 - solitari ocre del Perú,[7] del Perú central